# Kirkwood (Nueva York)
Kirkwood es un pueblo ubicado en el condado de Broome en el estado estadounidense de Nueva York. En el año 2000 tenía una población de 5.651 habitantes y una densidad poblacional de 70.5 personas por km².

## Geografía
Kirkwood se encuentra ubicado en las coordenadas 42°4′52″N 75°48′35″O / 42.08111, -75.80972.

## Demografía
Según la Oficina del Censo en 2000 los ingresos medios por hogar en la localidad eran de $38,279, y los ingresos medios por familia eran $45,993. Los hombres tenían unos ingresos medios de $34,543 frente a los $23,275 para las mujeres. La renta per cápita para la localidad era de $19,228. Alrededor del 5.9% de la población estaban por debajo del umbral de pobreza.